# Lomatia tinctoria
Lomatia tinctoria är en tvåhjärtbladig växtart som först beskrevs av Jacques-Julien Houtou de La Billardière, och fick sitt nu gällande namn av Robert Brown. Lomatia tinctoria ingår i släktet Lomatia och familjen Proteaceae. Inga underarter finns listade i Catalogue of Life.